# John Thomas Smith
Pour les articles homonymes, voir Smith.
John Thomas Smith (Londres, 1766 - 1833) est un peintre, graveur et antiquaire britannique. Il a été conservateur des estampes du British Museum.
Il pose dans son livre Remarks on Rural Scenery (1797) les toutes premières bases de la règle des tiers, une aide de composition picturale.
Il a écrit une biographie du sculpteur Joseph Nollekens, qui a été remarquée pour sa « candeur malveillante ».

## Biographie
John Thomas Smith naît à l'arrière d'une voiture Hackney (en) — le fameux taxi londonien — le 23 juin 1766, tandis que sa mère rentrait chez elle au 7 Great Portland Street,,. Il porte le prénom de John d'après son grand-père et Thomas d'après son grand-oncle, l'amiral Thomas Smith (en). Il est le fils de Nathaniel Smith, vivant au 18 Rembrandt's Head et travaillant comme sculpteur pour Joseph Nollekens, mais est devenu plus tard un imprimeur et marchand d'estampes,.

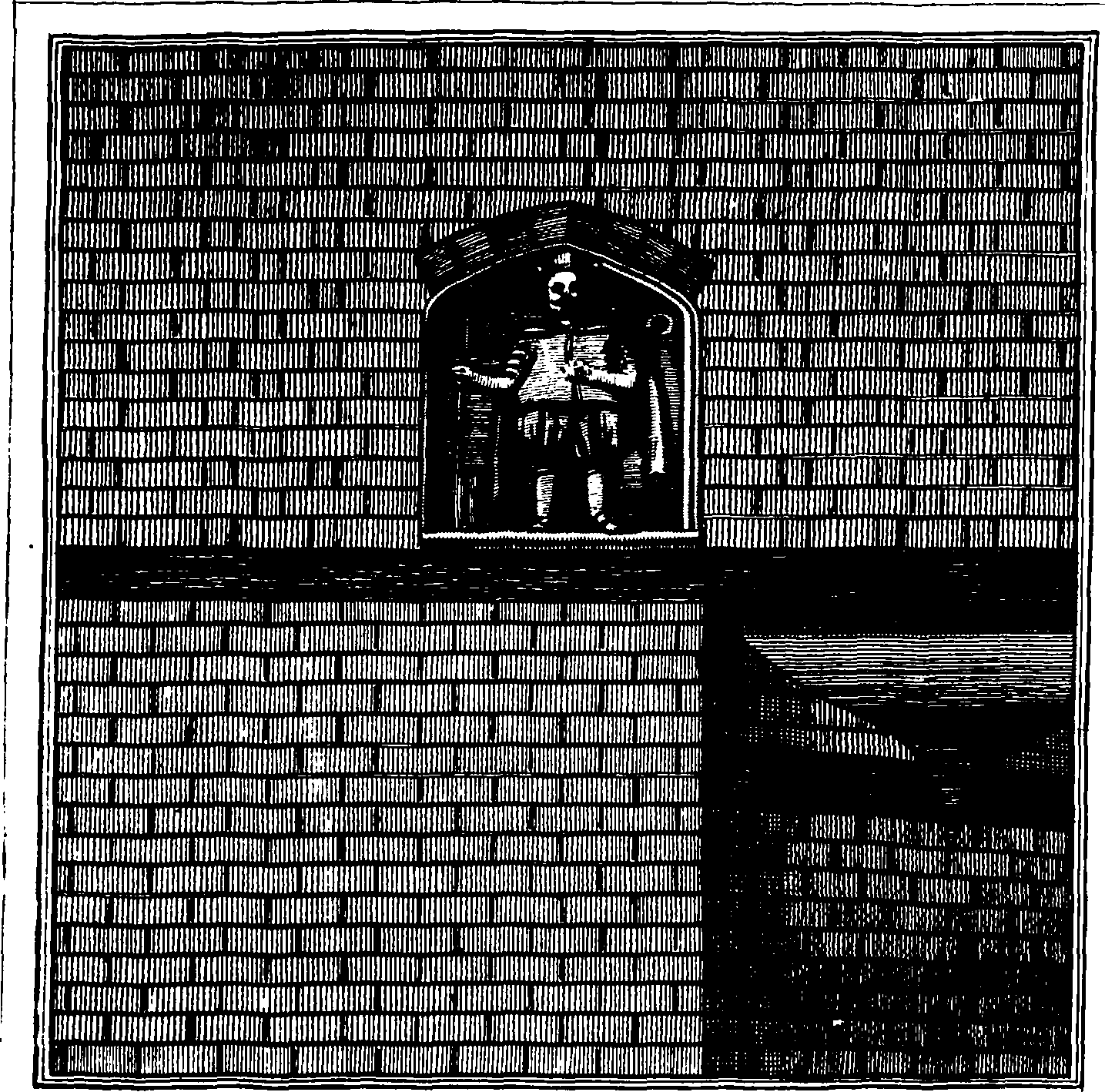
Illustration de Antiquities of London and environs (1791).

John Thomas Smith essaie d'abord de se former en tant que sculpteur avec Nollekens, mais il part finalement étudier auprès de John Keyse Sherwin (en) et à la Royal Academy. Après trois ans, il part vivre de ses compétences en dessin. Il renonce au dessin topographique et à ses ambitions d'acteur pour produire la compilation Antiquities of London and its Environs (« Antiquités de Londres et ses environs », 1791), qu'il considère comme son œuvre préférée,. Smith devient alors connu comme Antiquity Smith (« Smith, le spécialiste de l'Antiquité »).
En 1796, le jeune John Constable est présenté à Smith, qui devient son mentor artistique informel[réf. nécessaire].
Smith publie des recueils de gravures, tels que Remarks on Rural Scenery en 1797, dans lequel il pose les toutes premières bases de la règle des tiers, une aide de composition picturale s'appliquant dans la composition des images telles que les peintures, photographies et dessins. Il cite une œuvre de 1783 du portraitiste Joshua Reynolds, dans laquelle il explique, en termes non quantifiés, l'équilibre de l'obscurité et de la lumière dans un tableau. Smith poursuit ensuite par une extension de l'idée,.
Il travaille ensuite comme maître dessinateur à Edmonton (Londres),. En 1807, il publie Antiquities of Westminster, que certains considèrent comme son œuvre principale. L'œuvre est inspirée des peintures trouvées lors des travaux d'extension des Chambres du Parlement du 11 août 1800. Smith et un certain Charles Gower sont invités à voir les tableaux et le premier obtient la permission de les esquisser. Il doit travailler tôt le matin pour éviter les ouvriers ; on dit qu'ils démolissaient fréquemment ce qu'il venait de terminer de dessiner, et Smith a poursuivi ce travail pendant six semaines. Après cela, sa permission a été transférée à Richard Smirke (en), de la Society of Antiquaries of London, mais Smith a déjà un dossier complet. Le livre publié contient 122 dessins d'antiquités de Westminster qui n'existent plus.
Entre 1807 et 1909, John Thomas Smith a une dispute publique à la suite d'un partenariat raté avec l'antiquaire John Sidney Hawkins (en). Ils avaient prévu de travailler ensemble sur un livre, avec des illustrations de Smith et un texte d'accompagnement de Hawkins. Cependant, les partenaires se sont séparés et Hawkins a continué à publier le livre seul ; il a inclus une explication de l'absence de Smith. Smith a publié une réponse qui a été suivie d'une réfutation de Hawkins. Enfin, 62 gravures supplémentaires ont été publiées séparément après la publication,.

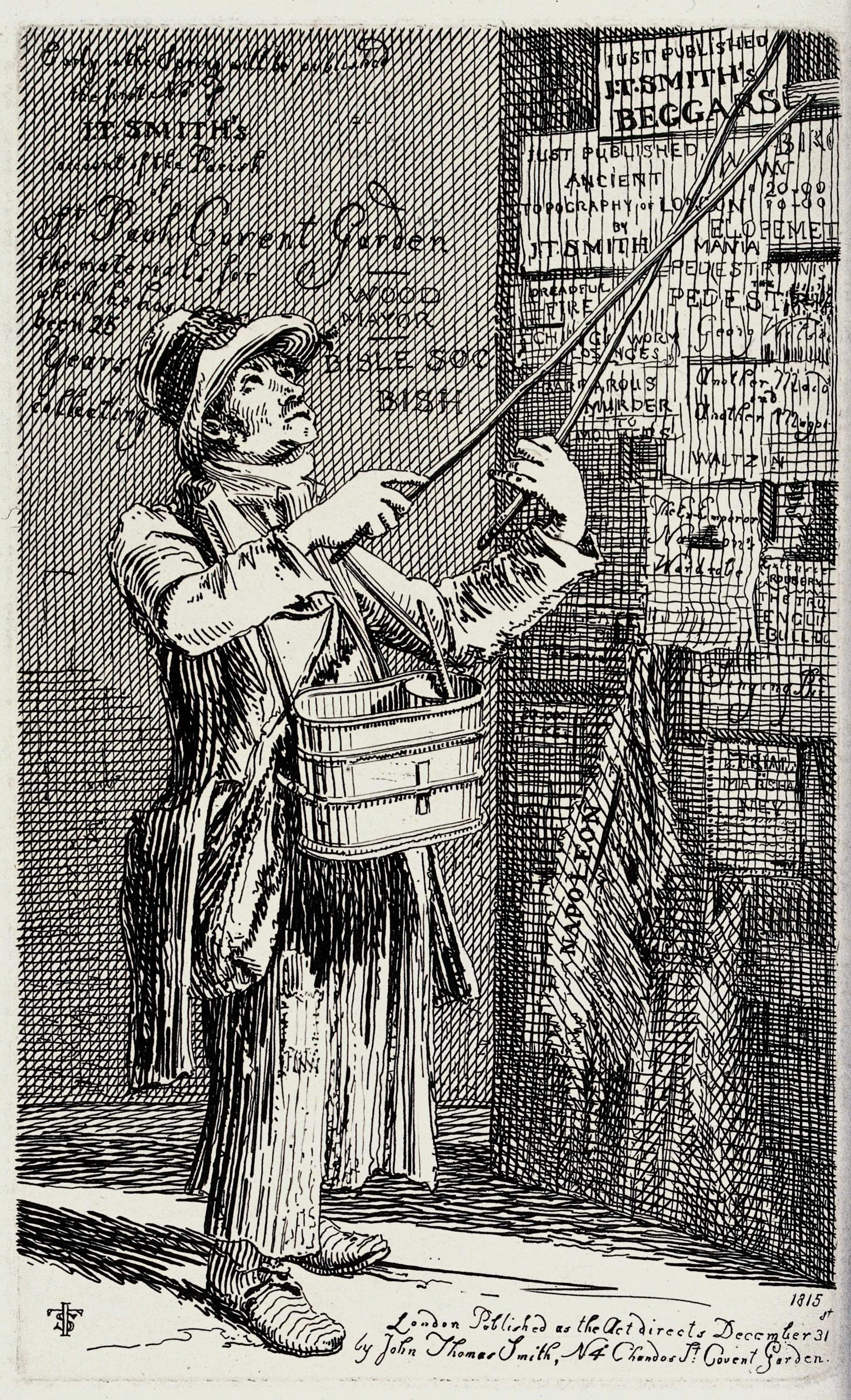
A man sticking placards on a wall that is already littered, tirée de Etchings of remarkable beggars itinerant traders and other persons of notoriety in London and its environs (1815).

Entre 1810 et 1815, Smith produit des dessins et des gravures de mendiants notables à Londres — Etchings of remarkable beggars itinerant traders and other persons of notoriety in London and its environs — et publie The Streets of London: Anecdotes of Their More Celebrated Residents et surtout Ancient Topography of London, embracing specimens of sacred, public and domestic Architecture, from the earliest period to the time of the great Fire, 1666, un recueil de 32 eaux-fortes de sa main que John Nichols considère comme étant sa meilleure œuvre.
Smith se voit offrir le poste de conservateur du département des estampes du British Museum en septembre 1816. Il permet encore à Smith de dessiner. Sa publication suivante, Vagabondiana, or Anecdotes of Mendicant Wanderers through the Streets of London (1817), contient une introduction de Francis Douce, qui avait déjà travaillé pour le British Museum. Ce dernier, William Beechey et Smith sont les exécuteurs testamentaires de Joseph Nollekens, et il a déclaré que Smith avait été déçu par le petit héritage qu'il avait reçu. Son livre principal suivant est une biographie candide intitulée Nollekens and His Times (1828), en deux volumes : le premier étant la biographie elle-même et le deuxième des Mémoires sur d'autres artistes de l'époque, tels que Louis François Roubillac, William Hogarth, Joshua Reynolds, Henry Fuseli, John Flaxman et William Blake. Ce livre était réputé pour sa « candeur malveillante et ses détails vif », laissant paraître la frustration dont parle Douce. Le portrait méchant de Nollekens est accompagné de courtes biographies d'autres personnalités qui ont été mieux reçues et sont une source précieuse pour les historiens de l'art. Sa biographie de William Blake a notamment servi de base pour les biographies ultérieures, la sienne étant de très bonne qualité car de première main, Smith étant resté proche de Blake.
John Thomas Smith meurt d'une inflammation des poumons le 8 mars 1833, entouré de sa famille à son domicile du 22, University Street, près de Tottenham Court Road,. Il est enterré le 16 à la chapelle Saint-George (en), près de Tyburn.
Il laisse son épouse Anna Maria (née Prickett), épousée 45 ans auparavant, sans provision, ainsi qu'un fils et deux filles, toutes deux mariées à des artistes. Sa famille reçoit des aides et sa collection de tableaux, dessins préparatoires, moules en terre cuite et plâtre, livres, etc. ont été vendus chez lui, le 23 avril de la même année. La plus grande partie de sa collection d'autographes et de lettres a été achetée par un certain M. Upcott, et le reste a été vendu chez Christie's.
Smith laisse plusieurs œuvres inachevées : Walks through London, où il décrit les résidences des personnes notables de la capitale, History of his own Life and Times et une série illustrée du catalogue de la Royal Academy.
Il existe un portrait non publié de Smith par Skelton d'après un dessin de Jackson.

## Œuvre
- Antiquities of London and its Environs, 1791[b 1]
- Remarks on Rural Scenery, 1797[b 2]
- Antiquities of Westminster, 1807[b 3]
- Lives of Famous London Beggars, With Forty Portraits of the Most Remarkable, c. 1815[b 4],[b 5]
- The Streets of London: Anecdotes of Their More Celebrated Residents, 1815[b 6]
- Ancient Topography of London, 1815[b 7]
- Vagabondiana, or Anecdotes of Mendicant Wanderers through the Streets of London, 1817[b 8]
- Nollekens and his Times, 2 vol., 1828[b 9],[b 10],[b 11]

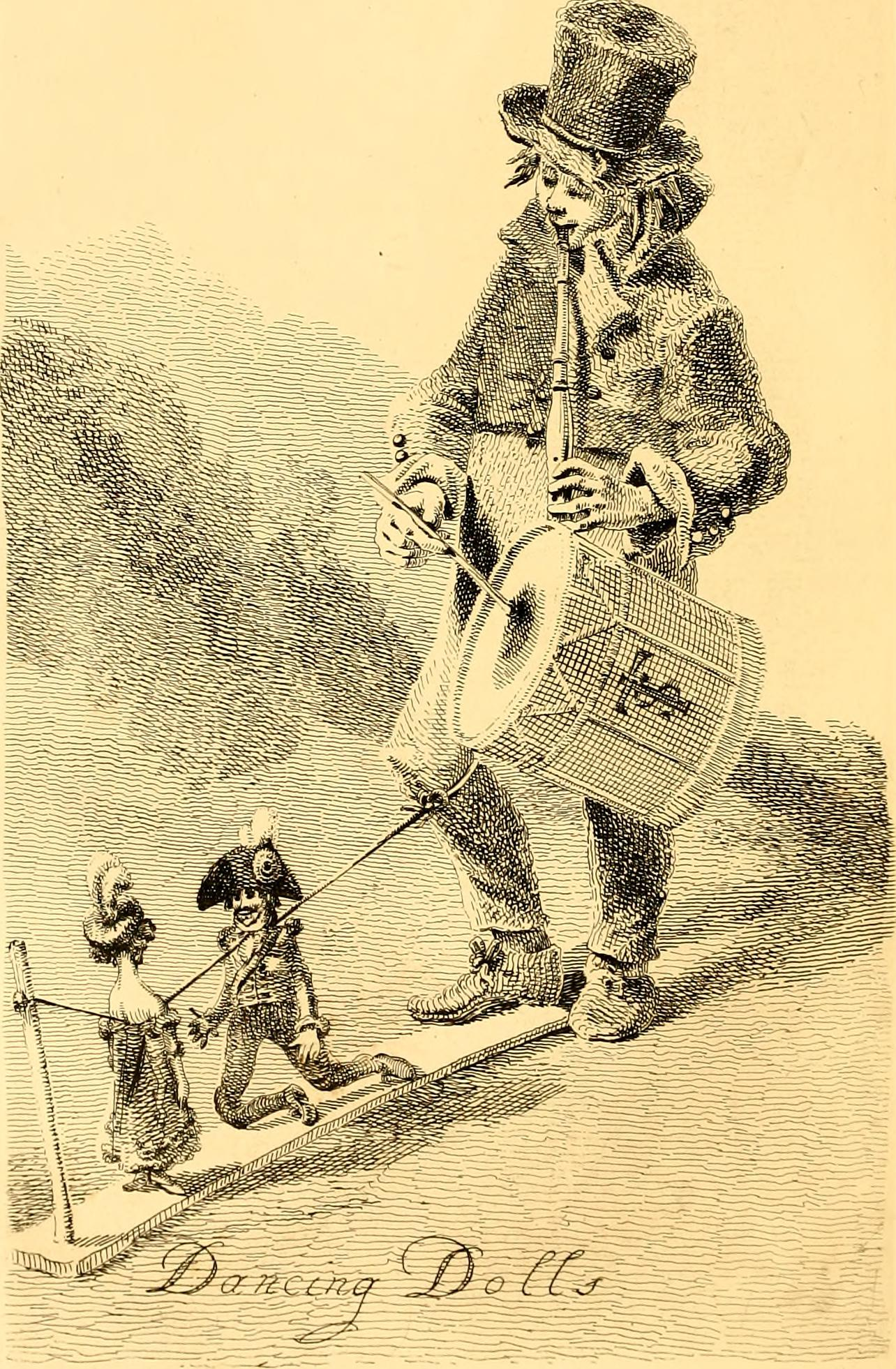
Illustration de Cries of London (1839).

Dans les années qui ont suivi la disparition de Smith, ses exécuteurs testamentaires ont publié trois ouvrages posthumes :
- Cries of London, édité par John Bowyer Nichols (en), 1839[b 12]
- Antiquarian Ramble in the Streets of London, édité par Charles Mackay, 1846[b 13]
- A Book for a Rainy Day: or, Recollections of the events of the years 1766-1833, 1905[b 14],[b 15]